# Croacia en los Juegos Paralímpicos de Pekín 2008
Croacia estuvo representada en los Juegos Paralímpicos de Pekín 2008 por un total de 25 deportistas, 19 hombres y seis mujeres.

## Medallistas
El equipo paralímpico croata obtuvo las siguientes medallas:
| Nombre           | Deporte   | Evento                         |
| ---------------- | --------- | ------------------------------ |
| Oro              |           |                                |
| Antonia Balek    | Atletismo | Jabalina F33/34/52/53 femenino |
| Antonia Balek    | Atletismo | Peso F32-34/52/53 femenino     |
| Darko Kralj      | Atletismo | Peso F42 masculino             |
| Plata            |           |                                |
| Branimir Budetić | Atletismo | Jabalina F11/12 masculino      |
| Bronce           |           |                                |
| —                |           |                                |